# 노르웨이계 미국인
노르웨이계 미국인은 노르웨이 혈통의 미국인을 말한다. 대부분의 노르웨이계 미국인들은 19세기 후반과 20세기 전반에 미국으로 이주해 왔으며, 그 이후에는 이민자 수가 감소하였다. 미국의 인구조사 통계에 따르면 노르웨이계 미국인의 숫자는 500만 명을 약간 밑도는 수준으로 미국 전체 인구의 약 1.6%에 해당하나, 노르웨이 본국 인구(약 430만 명)보다 그 수가 많다. 대부분의 인구가 캐나다에 인접한 오대호 연안의 중서부(위스콘신, 미네소타, 미시간 등)에 집중되어 있다. 널리 알려진 저명한 노르웨이계 미국인에는 배우 메릴린 먼로와 시카고의 알 카포네의 범죄조직과 맞서싸운 언터처블을 이끈 엘리엇 네스 등이 있다.

## 같이 보기
- 노르웨이인
- 스칸디나비아계 미국인(스웨덴계 미국인, 덴마크계 미국인)
- 아이슬란드계 미국인